# Мукутль
Муккутль — село в Чародинском районе Дагестана. Входит в состав  Магарского сельсовета.

## География
Расположено на р. Рисор (бассейн р. Каракойсу).
Находится в 11 км к югу от с. Цуриб.

## Население
| 1888 | 1895 | 1926 | 1939 | 1970 | 1989 | 2002 |
| ---- | ---- | ---- | ---- | ---- | ---- | ---- |
| 164  | ↗166 | ↗188 | ↘186 | ↘128 | ↘118 | ↗142 |
| 2010 | 2021 |      |      |      |      |      |
| ↘94  | ↗159 |      |      |      |      |      |